# Kurage no shokudō
Kurage no shokudō (クラゲの食堂?) è una serie di light novel scritta da Miyako Aoyama e illustrata dall'artista cinese Zhao Yingle, pubblicata a puntate sulla webzine Box-Air di Kōdansha a partire dal 2013. Un adattamento OAV di 30 minuti, prodotto da Zexcs, è stato pubblicato in Giappone il 9 marzo 2016.